# 伊万·卡维德斯
海梅·伊万·卡维德斯·略伦特（西班牙語：Jaime Iván Kaviedes Llorenty，1977年10月24日—），厄瓜多尔足球运动员，司职前锋，目前效力於厄瓜多爾國內聯賽球會利加大學。

## 生平
伊万·卡维德斯曾效力多個不同國家的聯賽球會，包括意大利的佩魯賈、西班牙的切爾達、英國的水晶宮、葡萄牙的波圖等等，但每次都只是效力一年。